# 2016. szeptemberi Dajr ez-Zaur-i légitámadás
A Dajr ez-Zaur-i légitámadás az USA vezette koalíció által végrehajtott légitámadások sorozata volt 2016. szeptember 17-én Szíria keleti részén, a Dajr ez-Zaur-i Repülőtér közelében.

## Előzmények
Dajr ez-Zaur a támadásokkor egyike volt azon kevés kelet-szíriai kerületnek, melyek még a szír kormány ellenőrzése alatt álltak. 2015. májusban az ISIL támadást indított, mely során elfoglalta Palmürát és a Dajr ez-Zaurt körülvevő területeket, így elvágta a városba vezető utolsó utánpótlási útvonalakat is. Innentől kezdve a város lényegében az ISIL ostroma alatt állt, utánpótlást csak az erre elhaladó helikopterek szállítottak. Az ISIL úgy próbálta meg leállítani ezeket az utánpótlásokat, hogy minden nap ostrom alatt tartotta a repülőteret. A 104. Légvédelmi Brigádnak az Issam Zahreddine vezetésével jelen lévő Köztársasági Gárda jelenléte miatt ez a terv kudarcba fulladt. A környéken lévő szír hadsereg és a civilek ellátását a Dajr ez-Zaur-i Repülőtéren keresztül oldották meg. Ezt az tette lehetővé, hogy a Thardah-hegységet, egy közeli légi bázist és a repülőtér körüli több kisebb létesítményt is a szír kormány tartotta ellenőrzése alatt, így az ISIL nem tudta megtámadni a segélyszállítmányokat hozó illetve ezután a területet elhagyó gépeket. Emiatt a szír kormány úgy ítélte meg, a Dajr ez-Zaur-i Repülőtér és közvetlen környékének megtartása kritikus fontosságú Dajr ez-Zaur jövőbeni ellenőrzése szempontjából. A Thardah-hegység a repülőtértől nyugatra-délnyugatra elterülő hegyes dombos vidék, melyek közül többnek a tetején pontként emlegetett védelmi pozíciókat telepítettek. A láncolatban benn van a hegyvonulat délnyugati részén emelkedő Thardah-domb (1. pont) a Kroum-hegy a vonulat nyugati oldalán, egy szintén Thartahnak nevezett domb az előbbi kettő között (2. pont) egy hegy a hegység délnyugati vonulatában (3. pont) és még több másik is. Egy a szír kormányhoz közel álló hírforrás arról számolt be, a szír hadsereg szeptember 17-én, a légitámadás előtt ellenőrzése alatt tudta a Kroum-hegyet, valamint az 1. és 2. pontot.
Korábban 2015. decemberben a szír kormány azzal vádolta az USA hadseregét, hogy egy vasárnap esti, a Dajr ez-Zaur-i tábor ellen intézett támadásban 3 katonájukat megölték, további 14-et pedig megsebesítettek. Ezt az USA visszautasította. Az USA vezette koalíció 2014. szeptember óta folyamatosan támadja a levegőből az ISIL katonáit. Ezalatt azonban egyetlen manőverét sem egyeztette a szír kormánnyal, melyet megpróbál elmozdítani a hatalomból. Ekkor már öt napja életbe lépett az USA és Oroszország közreműködésével megkötött egyhetes tűzszünet, és már az utolsó 48 órájában járt a fegyverropogás nélküli periódus, ami ha sikeresen zárul, az az USA és Oroszország által közösen létrehozott, Közös Megvalósítási Csoport sikerét jelentette volna. Ennek a szervezetnek az lett volna a feladata, hogy összehangolja a két országnak a Szíriában az al-Káida és az ISIL elleni hadműveleteit.

## Események

### A koalíció támadása
2016. szeptember 17-én Az USA vezette Koalíció szíriai csapatokra támadott rá. A bombák a Szír Hadsereg Tharda-hegységben felállított állásait és egy közeli légvédelmi állomást találtak el. Oroszország és Szíria arról számolt be, hogy a támadásra 17 óra környékén került sor, és azt az USA vezette koalíció hajtotta végre. Megemlítették, hogy ebben a akcióban a szír kormány seregének 62 tagja halt meg, 100 pedig megsebesült. Az SOHR 90 halottról és 110 sebesültről tudott. Szeptember végén a kormánypárti Al Masdar News 106-ra módosította a hivatalos halottak számát. A New York Times-t a Centcom egy névtelenséget kérő alkalmazottja arról tájékoztatta, hogy „a támadás kora este kezdődött, mikor a repülőgépek olyan járműveket vettek célba, melyeket a hírszerzés már több napja megfigyelés alatt tartott.” Ezek után az USA hírszerzése arra a következtetésre jutott, hogy a legalább egy tankot magában foglaló járműcsoport az ISIL-hez tartozik. Ugyanez a tisztviselő a hírek szerint később azt mondta, „a támadás legalább 20 percig tartott, mely során a gépek szétlőtték a járműveket, és lelőtték a sivatagban ragadt embereket.”
Az orosz Védelmi Minisztérium azt közölte, a támadást 4 repülőgép hajtott a végre, 2  A-10 (olyan együléses repülőgép, melyet csak az USA Légiereje tart hadrendben) és 2 F-16, mely közeli légi támogatást nyújtott, és ők kivitelezték a szárazföldi támadások egy részét. Az USA Központi Parancsnoksága azt mondta, a támadást amerikai, brit, dán és ausztrál harci repülőgépek bevetésével hajtották végre. A Dán Királyi Légierő olyan nyilatkozatot tett közzé, mely szerint a légi támadásban két F–16-os repülőgépük vett részt. A britek közleményük szerint a felfegyverzett Reaper drónjaik szintén részt vettek az akcióban. Az USA-val konfliktuselhárító vonalon keresztül kapcsolatban lévő Oroszország, a szír kormány egyik szövetségese kereste az amerikai központi parancsnokság katari részlegének kapcsolattartóját, de nem találta őt meg. Az amerikaiak válasza szerint ő épp akkor távol volt a munkaállomásától. Ezután Oroszország az USA központi parancsnokságát kereste meg, s ennek hatására „perceken belül” visszavonták a csapatokat. Az USA Központi Parancsnokságán ezt nyilatkozó illetékes hozzátette, hogy addig már egy „nagyobb mennyiségű” légicsapást végrehajtottak. Az egyik megtámadott osztag, a Szíriai Arab Hadsereg 123. Osztagának egy névtelenül nyilatkozó tisztviselője a jelentések szerint azt állította, a légi támadásban megölt szír katonák körülbelül fele az 1. és a 2. pontnál állomásozott, melyek közvetlenül a Dajr-ez-Zaur-i repülőtér mellett álltak. Szerinte a támadások többségét „nem a frontvonal közelébe tervezték”, ahol az ISIL és a szír hadsereg háborúzott. A szír kormányhoz közel álló hírforrás szerint a légi támadások megsemmisítették a szír hadsereg 1. és 2. pontnál álló, a repülőtér előtti utolsó védvonalat jelentő védelmét, így a szír hadsereg katonái Jabal Thardeh külvárosaiban kezdtek támadásba, hogy visszafoglalják a védelmi pozícióikat. Egy héttel később az ISIL-nek sikerült akkora vereséget mérnie a szírekre, hogy ők az utolsó két állásukat is feladták.

### Az ISIL támadásai a hegyekben
Egy iráni katonai forrás szerint az ISIL a koalíciós csapatok hét perccel indított támadást, melyet később ő valamint a szír és az orosz kormány is úgy értékelt, hogy az USA segített a város elfoglalásában az Iszlám Államnak. A szír kormányhoz közeli lapok később ezt úgy értékelték, mint az USA és az ISIL közötti együttműködés bizonyítékát.
A támadások után röviddel az ISIL elfoglalta a Tharda-hegységet. Ezt stratégiai fontosságú helyként kezelték, mivel kilátás nyílt innét a kormány kezén lévő Dajr ez-Zaur-i katonai repülőtérre. A nap végére, heves szárazföldi harcok, valamint a több mint 38 halálos áldozatot követelő közös szír orosz légi támadások után a Szír Hadsereg visszafoglalta az összes, a hegyekben elveszített állását, többek között a Tall Kroumon is. Az összecsapások alatt a szír hadsereg MIG-jeit a hegyek fölött az ISIL lelőtte, a pilótákat pedig megölték. Másnap azonban ismét az ISIL-é voltak a hegyek, mert a hadsereg kivonult, így komoly gondok adódtak a repülőtér déli részénél. Az ISIL ezen kívül elfoglalta a Dajr ez-Zaur-i Repülőtértől délre fekvő Légvédelmi Dandár állásait is. 2016. október elején a Szír Hadsereg Jabal Thardehnél visszafoglalta az 1. Pontot, így ki volt kövezve az út a legfrissebb előrenyomulásuk, a Panorama Ellenőrző Pont és a Kroum-hegy mellett. A hadsereg a Jabal Thardehnél álló 2. Pont ellen is indított támadást.

## Diplomáciai és sajtóreakciók
A támadás „diplomáciai futótüzet” okozott, Oroszország pedig az ENSZ BT rendkívüli ülésének összehívását kezdeményezte a támadás hatására. A megtartott ülésen az orosz és az amerikai nagykövetek egymást fenyegették. Napokkal később, szeptember 19-én damaszkuszi idő szerint 19:00 órai hatállyal a szír kormány a Dair ez-Zaur-i események hatására tűzszünetet hirdetett. Még aznap, röviddel később 19:12 – 19:50 közötti időponttól, vagy 20 óra környékén Aleppó mellett megtámadtak egy segélyrakományt. Az USA és szövetségesei a szír kormányt teszik felelőssé a támadásért, amit Szíria egyértelműen visszautasít. Később az USA Külügyminisztériuma úgy fogalmazott, ez a támadás volt a fő oka annak, hogy nem született fegyverszüneti megállapodás, valamint fontos szerepet játszott John Kerry azon döntésében, mely szerint felfüggesztik a Szíriáról Oroszországgal folytatott béketárgyalásokat. Oroszország szerint azonban a Dair ez-Zaur-i támadás hozott fordulópontot a két ország között zajló megbeszélésekben.
A koalíció úgy értékelte, hogy Dajr ez-Zaurban a szír hadsereg bombázása baleset eredménye volt, míg a szír és az orosz kormány azt nyilatkozta, ők úgy gondolták, a bombázások szándékosak voltak, amit az USA és szövetségesei egyhangúlag visszautasítottak. Kijelentették, hogy ők nem akartak az ISIL légi erejeként közreműködni. Aznap az USA légiereje egy olyan nyilatkozatot adott ki, mely szerint „a koalíció seregei szándékosan semmilyen körülmények között nem támadnának rá egy olyan seregre, melyről tudják, hogy a szír hadsereg egysége.” Eközben az orosz Külügyminisztérium szóvivője azt mondta: „a mai, a szír hadsereg elleni támadás után arra a borzasztó következtetésre jutottunk, hogy a Fehér Ház támogatja az Iszlám Államot.” A szír kormány egy nyilatkozatában azt írta, a légi támadások annak a régóta feltételezett gondolat „végleges bizonyítékai”, melyek szerint az USA és szövetségesei az ISIL-t és más dzsihadisták szervezeteit támogatják, melyek fő célja Bassár el-Aszád elnök hatalomból való eltávolítása.
A szír kormány azon feltételezése, hogy az USA és szövetségesei az Iszlám Állam támogatása végett bombázták a szír seregeket, széles körben terjedt, és a kormánypárti szír lapok ezeket az állításokat komolyan vették. Valamilyen szinten Szíria szövetségesei között is értő fülekre találtak ezek a megállapítások, míg a koalíció oldalán dolgozó média nem vette ezt annyira komolyan. Legtöbbjük csak konspirációs elméletnek tekintette ezeket. Az orosz és a szír kormány is annak „bizonyítékának” tekintette a támadásokat, hogy az USA az ISIL szimpatizánsa. Ez az ő oldalukon olyan feltételezés volt, melyet a későbbiekben a jelentések szerint megpróbálnak bizonyítékokkal alátámasztani. A remélt bizonyítékok között szerepelt egy szír kormánypárti hírügynökség értesülései szerint Oroszországnak az ENSZ-be delegált állandó képviselőjének nyilatkozata. Ez az ENSZ BT egy speciális összejövetelén hangzott el, melyet később az USA ENSZ-be delegált küldötte „nagy kunsztnak” nevezett. Az ENSZ BT ülésén az orosz képviselő azt állította, hogy „Oroszország szerint az USA támadása a Szír Hadsereg ellen nem egy hiba következménye.” Hozzátette, hogy szerintük „az USA Légiereje azon dolgozott, hogy megzavarja a tűzszüneti folyamatot, és kezelhetetlenné tegye a helyzetet. … A légitámadásokat azért hajtották végre, hogy kisiklassa a Közös Megvalósítási Csoport célkitűzéseit, és ellenőrizhetetlenné tegyék a folyamatokat.” Olyan vádló kérdéseket is feltettek, hogy az USA miért akarna hirtelen segíteni a Szír Hadseregnek, miután évekig semmit sem tettek, és az USA nem segített, mikor az ISIL elfoglalta Palmürát. Az, hogy az ISIL épp 7 perccel az amerikaiak légi támadása után fordult a Szír Hadsereg ellen, a szír kormánypárti hírforrások szerint annak a jele, hogy az USA támogatta az ISIL-t. A szír és az orosz kormány ezután is minden szinten folyamatosan hivatkozott erre a légi támadásra. Például az orosz elnök, Putyin  majdnem egy hónappal az események után is megemlítette ezt egy francia televíziónak adott interjújában:
Amerikai kollégáink azt mondták, a légi támadás egy hiba következménye. Ez a hiba 80 ember életébe került, és – persze talán csak egybeesés miatt – az ISIL rögtön ezután offenzívát indított. Ezután az amerikai katonai vezetés egyik alacsonyabb beosztású tagja komolyan azt mondta, hogy több napig készítették elő ezt a támadást. Hogyan hibázhattak, ha több napig folyamatosan készültek? Így lett vége a tűzszüneti megállapodásunknak. Ki bontotta fel a megállapodást? Mi? Nem!
Valóság tartalmuktól függetlenül a szír és orosz vádak jól jöttek a propagandának, és hatásosak voltak stratégiai szempontokból is. 2016. október 6-án, miután Oroszország újabb stratégiai védelmi rakéta hálózatot telepített Szíriába és az amerikai média arról számolt be, hogy a koalíciós erők megtámadhatják a szír kormányt, egy orosz katonai vezető éles hangon figyelmeztette Amerikát, nehogy megtámadja a szír hadsereget. A szóvivő a Dajr ez-Zaur-i támadásra hivatkozva azt mondta: „mi minden szükséges intézkedést megtettünk, hogy az orosz szolgálatot teljesítő személyzet és a katonai létesítmények tekintetében megelőzzük az ilyen  »hibákat«.” Ezen kívül figyelmeztette az amerikai vezetőséget, hogy amennyiben a szövetséges erők megfélemlítik a szír sereget, „az orosz légvédelmi rakéták személyzetének aligha lesz ideje arra, hogy a forróvonalon keresztül tisztázzák a rakéták programját vagy a hordozórakéták hova tartozását.”

## A koalíció válasza
- Amerikai Egyesült Államok: Az Amerikai Egyesült Államok Légiereje kezdetben nem vallotta be, hogy koalíciós gépek bombázták a szír csapatokat,[37] de később az USA vezette koalíció beismerte, hogy ők követték el a támadást. Az USA azt mondta, amint rájöttek, hogy a helyszínen a Szír Hadsereg is jelen van, felfüggesztették a támadást, és sajnálják, hogy akaratlanul oltották ki emberek életét.[25][38]
- Ausztrália: Ausztrália Védelmi Minisztériuma elismerte, hogy „több nemzetközi repülőgép mellett” ők is részt vettek az akcióban. Azt mondta, „akaratlagosan soha nem támadnák meg a szír hadsereg egységeit, és nem támogatnák a Daesht (az ISIL-t). Az érintetteket részvétükről biztosították.[39][40]
- Dánia: Dánia Honvédelmi Minisztériuma egy közleményben megerősítette, hogy a Dán Királyi Légi Erők 2 F–16-os repülőgépe részt vett a Dajr ez-Zaur-i légitámadásban. Amint tudtukra jutott, hogy a Szír Hadsereg egységeit vették célba, azonnal abbahagyták a támadást, a Honvédelmi Minisztérium pedig „sajnálja”, hogy a robbantások ISIL-ellenes célpontokat találtak el.[41]
- Egyesült Királyság: Az Egyesült Királyság Honvédelmi Minisztériuma egy nyilatkozatban azt mondta, „meg tudja erősíteni, hogy az Egyesült Királyság részt vett a legutóbbi koalíciós légi támadásban, –- és teljes egészében együttműködik a koalíciós kivizsgálásban.”[42]